# Top Gun - Ases Indomáveis
Top Gun (bra/prt: Top Gun - Ases Indomáveis) é um filme norte-americano de 1986 dos gêneros ação e drama romântico, dirigido por Tony Scott, com roteiro de Jim Cash e Jack Epps Jr. baseado num artigo do jornalista israelense Ehud Yonay chamado "Top Guns", publicado na revista California Magazine. Estrelado por Tom Cruise como um aspirante da Escola de Armas de Caças da Marinha, foi o maior sucesso de bilheteria de 1986, faturando US$ 356,8 milhões no mundo inteiro.

## Elenco
- Tom Cruise como Pete "Maverick" Mitchell
- Kelly McGillis como Charlotte "Charlie" Blackwood
- Val Kilmer como Tom "Iceman" Kazansky
- Anthony Edwards como Nick "Goose" Bradshaw
- Tom Skerritt como Mike "Viper" Metcalf
- Michael Ironside como Rick "Jester" Heatherly
- John Stockwell como Bill "Cougar" Cortell
- Barry Tubb como Henry "Wolfman" Ruth
- Rick Rossovich como Ron "Slider" Kerner
- Tim Robbins como Sam "Merlin" Wells
- Clarence Gilyard Jr. como Marcus "Sundown" Williams
- Whip Hubley como Rick "Hollywood" Neven
- James Tolkan como Tom "Stinger" Jardian
- Meg Ryan como Carole Bradshaw, esposa de Nick
- Adrian Pasdar como Charles "Chipper" Piper

## Produção
O MiG-28 foi uma aeronave fictícia usada no filme "Top Gun". Na verdade o Mig-28 era um F-5 Tiger II, construído pela Northrop nos Estados Unidos em 1964. O filme não usava aviões Mig verdadeiros, pois na época era impossível conseguir legítimas aeronaves soviéticas, e na verdade nunca existiu um MIG-28, mas sim MiG-27 e MiG-29, sempre em números ímpares. A motocicleta utilizada pelo personagem Maverick é uma Kawasaki GPZ 900R e o veículo de Charlie foi um Intermeccanica 356A Speedster. Filmado em locação em San Diego, Califórnia, contou com o apoio da Marinha dos Estados Unidos e dos oficiais e alunos da própria Navy Fighter Weapons School. Foram utilizados os navios de guerra USS Ranger (CVA-61), USS Enterprise (CVN-65) e USS Carl Vinson (CVN-70). O filme foi dedicado a Art Scholl, piloto acrobático, morto nas filmagens quando seu avião caiu no Oceano Pacífico.

## Sequência
A Paramount havia autorizado a sequência do filme, que seria produzido por Jerry Bruckheimer e dirigido novamente por Tony Scott, porém o projeto foi cancelado após o falecimento deste último, em 2012. Em maio de 2017, num programa de TV, Tom Cruise confirmou que no ano seguinte se iniciaria as gravações da continuação. Maverick estreou em maio de 2022 e foi um sucesso de bilheteria e crítica, superando o anterior na visão de vários críticos.

## Trilha sonora
Harold Faltermeyer foi o responsável pela trilha do filme, que obteve grande sucesso comercial. Os destaques são "Danger Zone" de Kenny Loggins, e o grande sucesso "Take My Breath Away" de Berlin - que liderou a Billboard Hot 100 e mais tarde venceria o Oscar de melhor canção original - e o instrumental "Top Gun Anthem" do próprio Faltermeyer e Steve Stevens.

## Recepção
No agregador de críticas Rotten Tomatoes, que categoriza as opiniões apenas como positivas ou negativas, o filme tem um índice de aprovação de 58% calculado com base em 59 comentários dos críticos que é seguido do consenso: "Embora apresente algumas das filmagens aéreas mais memoráveis e eletrizantes feitas com um olho especializado para a ação, Top Gun oferece muito pouco para os espectadores não adolescentes mastigarem quando seus personagens não estão no ar."
Já no agregador Metacritic, com base em 100 opiniões da imprensa tradicional, o filme tem uma média ponderada de 50 entre 100, com a indicação de "críticas mistas ou médias". O público pesquisado pela CinemaScore deu ao filme uma nota média de "A" em uma escala de A+ a F.
Roger Ebert, do Chicago Sun-Times, deu ao filme 2,5 de 4 estrelas, dizendo que "Filmes como Top Gun são difíceis de avaliar porque as partes boas são muito boas e as partes ruins são implacáveis. As brigas de cães são absolutamente as melhores desde As cenas aéreas eletrizantes de Clint Eastwood no Firefox. Mas preste atenção nas cenas em que as pessoas conversam." A crítica de cinema americana Pauline Kael disse que "quando McGillis está fora da tela, o filme é um comercial homoerótico brilhante: os pilotos se pavoneiam ao redor do vestiário, toalhas penduradas precariamente em suas cinturas. É como se a masculinidade tivesse sido redefinida como a aparência de um jovem sem roupas e como se narcisismo fosse o que significa ser um guerreiro."

### Influência
O produtor do filme, John Davis, afirmou que Top Gun foi praticamente um vídeo de recrutamento para a Marinha dos Estados Unidos, e as pessoas viram o filme e disseram: "Uau! Quero ser piloto". A Marinha tinha cabines de recrutamento em alguns cinemas para atrair potênciais recrutas entusiasmados. Após o lançamento do filme, surgiu uma afirmação popular de que o número de jovens que ingressaram na Marinha querendo ser aviadores navais aumentou 500%; no entanto, a precisão dessa informação tem sido contestada desde então, com análises modernas indicando um aumento mais modesto no alistamento total da Marinha, de 8%.

## Prêmios e indicações
| Prêmio                 | Categoria                           | Indicado                                                               | Resultado | Ref.                |
| ---------------------- | ----------------------------------- | ---------------------------------------------------------------------- | --------- | ------------------- |
| Globo de Ouro          | Melhor canção original              | Giorgio Moroder (música), Tom Whitlock (letra) por Take My Breath Away | Venceu    | [ 25 ]              |
| Globo de Ouro          | Melhor banda sonora original        | Harold Faltermeyer                                                     | Indicado  | [ 25 ]              |
| People's Choice Awards | Melhor filme                        |                                                                        | Venceu    | [carece de fontes?] |
| Grammy                 | Melhor performance instrumental pop | Harold Faltermeyer e Steve Stevens por Top Gun Anthem.                 | Venceu    | [carece de fontes?] |
| Oscar                  | Melhor canção original              | Giorgio Moroder (música), Tom Whitlock (letra) por Take My Breath Away | Venceu    | [ 26 ]              |
| Oscar                  | Melhor mixagem de som               | Donald O. Mitchell, Kevin O'Connell, Rick Kline e William B. Kaplan    | Indicado  | [ 26 ]              |
| Oscar                  | Melhor montagem                     | Billy Weber e Chris Lebenzon                                           | Indicado  | [ 26 ]              |
| Oscar                  | Melhor edição de som                | Cecelia Hall e George Watters II                                       | Indicado  | [ 26 ]              |